# Bachir Mahamat
Bachir Ahmat Mahamat (* 1. Dezember 1996 in N’Djamena) ist ein tschadischer Leichtathlet, der sich auf den 400-Meter-Lauf spezialisiert hat.

## Sportliche Laufbahn
Bachir Mahamat nimmt seit 2013 in Wettkämpfen in der Leichtathletik teil, damals noch im 800-Meter-Lauf. Bereits ein Jahr später stieg er dann auf den 400-Meter-Lauf um und qualifizierte sich für die U20-Weltmeisterschaften in den USA, ohne dort im Vorlauf an den Start gehen zu können. 2015 nahm er für Tschad an den Afrikaspielen in Brazzaville teil, bei denen er über 400 Meter und mit der 4-mal-400-Meter-Staffel an den Start ging. Im 400-Meter-Lauf gelang es ihm in das Halbfinale einzuziehen, in dem er mit 47,13 s allerdings ausschied. Auch mit der Staffel gelang die Qualifikation für die nächste Runde nicht. 2016 nahm er über 400 Meter an den Afrikameisterschaften in Durban teil, wobei er erneut nach dem Halbfinale ausschied. Im August repräsentierte er sein Heimatland bei den Olympischen Sommerspielen in Rio de Janeiro, ohne eine Chance auf das Halbfinale zu haben. 2017 lief er Juni mit 46,70 s persönliche Bestzeit und qualifizierte sich damit auch für die Weltmeisterschaften in London, bei denen er allerdings den letzten Platz in seinem Vorlauf belegte. Danach verließ er seine Heimat in Richtung Frankreich, wo er ab der Saison 2019 in zahlreichen Wettkämpfen, darunter auch erstmals in der Halle, antrat. 2018 Mahamat auch bei den Afrikameisterschaften in Nigeria bereits im Vorlauf. 2019 nahm er zudem an den Afrikaspielen in Rabat und an den Weltmeisterschaften in Doha teil, ohne sich allerdings für die jeweils nächste Runde qualifizieren zu können.
2021 qualifizierte sich Mahamat zum zweiten Mal für die Olympischen Sommerspiele. Im Vorlauf von Tokio lief er zwar Saisonbestleistung, war damit allerdings dennoch chancenlos gegen die internationale Konkurrenz. Während der Eröffnungsfeier war er, gemeinsam mit der Judoka Demos Memneloum, der Fahnenträger seiner Nation.

## Wichtige Wettbewerbe
| Jahr               | Veranstaltung           | Ort                | Platz              | Disziplin          | Zeit               |
| Startet für Tschad | Startet für Tschad      | Startet für Tschad | Startet für Tschad | Startet für Tschad | Startet für Tschad |
| ------------------ | ----------------------- | ------------------ | ------------------ | ------------------ | ------------------ |
| 2015               | Afrikaspiele            | Brazzaville        | 18.                | 400 m              | 47,13 s            |
| 2015               | Afrikaspiele            | Brazzaville        | 10.                | 4 × 400 m          | 3:18,86 min        |
| 2016               | Afrikameisterschaften   | Durban             | 22.                | 400 m              | 49,36 s            |
| 2016               | Olympische Sommerspiele | Rio de Janeiro     | 48.                | 400 m              | 48,59 s            |
| 2017               | Weltmeisterschaften     | London             | 47.                | 400 m              | 47,50 s            |
| 2018               | Afrikameisterschaften   | Asaba              | 30.                | 400 m              | 48,64 s            |
| 2019               | Afrikaspiele            | Rabat              | 38.                | 400 m              | 49,14 s            |
| 2019               | Weltmeisterschaften     | Doha               | 36.                | 400 m              | 47,65 s            |
| 2021               | Olympische Sommerspiele | Tokio              | 42.                | 400 m              | 47,93 s            |

## Persönliche Bestleistungen
Freiluft
- 400 m: 46,70 s, 11. Juni 2017, Yaoundé

Halle
- 400 m: 48,05 s, 30. Januar 2019, Reims

## Sonstiges
Mahamat wurde am National Institute of Youth and Sports in der kamerunischen Hauptstadt Yaoundé ausgebildet. Zudem studierte er Internationale Beziehungen an den Universität des Tschads. Er lebt und trainiert in Rouen.